# Hội đồng nhân dân thành phố Đà Nẵng
Hội đồng nhân dân thành phố Đà Nẵng là cơ quan quyền lực Nhà nước tại thành phố Đà Nẵng, được tổ chức và có chức năng theo quy định của Luật tổ chức Hội đồng nhân dân và Ủy ban nhân dân, tạo thành nhánh lập pháp trong Chính quyền thành phố Đà Nẵng.
Hội đồng nhân dân có nhiệm vụ bảo đảm việc thi hành Hiến pháp và pháp luật của nhà nước trên địa bàn thành phố Đà Nẵng, và thực hiện quyền giám sát với hoạt động của Thường trực Hội đồng nhân dân Thành phố, Ủy ban nhân dân thành phố, Toà án nhân dân cấp cao và Viện kiểm sát nhân dân cấp cao tại Đà Nẵng.
Hội đồng nhân dân gồm các đại biểu Hội đồng nhân dân do cử tri ở địa phương bầu ra, là cơ quan quyền lực nhà nước ở địa phương, đại diện cho ý chí, nguyện vọng và quyền làm chủ của Nhân dân, chịu trách nhiệm trước Nhân dân địa phương và cơ quan nhà nước cấp trên.

## Pháp lý
Việc tổ chức hoạt động của Hội đồng nhân dân thành phố Đà Nẵng dựa trên hai văn bản chính là: Luật Tổ chức chính quyền địa phương, do Quốc hội Việt Nam thông qua tháng 6 năm 2015 và có hiệu lực từ ngày 1 tháng 1 năm 2016; và Quy chế hoạt động Hội đồng nhân dân ban hành kèm theo Nghị quyết số 753/2005/NQ-UBTVQH11 của Uỷ ban Thường vụ Quốc hội ngày 2 tháng 4 năm 2005.

## Quyền hạn và nhiệm vụ
Hội đồng nhân dân thành phố Đà Nẵng có nhiệm vụ và quyền hạn trong các mặt của thành phố từ kinh tế, chính trị, khoa học, thể dục thể thao và quốc phòng.

### Kinh tế
Trong lĩnh vực kinh tế Hội đồng nhân dân thành phố Đà Nẵng có nhiệm vụ và quyền hạn sau:
- Quyết định quy hoạch, kế hoạch dài hạn và hàng năm về: Phát triển kinh tế - xã hội, sử dụng đất đai, phát triển ngành, xây dựng và phát triển đô thị, nông thôn trong phạm vi quản lý;
- Quyết định quy hoạch, kế hoạch phát triển mạng lưới và cơ chế khuyến khích phát triển các ngành sản xuất, chuyển đổi cơ cấu kinh tế và phát triển các thành phần kinh tế ở địa phương;
- Quyết định dự toán thu ngân sách nhà nước trên địa bàn; dự toán thu, chi ngân sách địa phương và phân bổ dự toán ngân sách cấp thành phố; phê chuẩn quyết toán ngân sách và điều chỉnh dự toán ngân sách địa phương; quyết định các chủ trương, biện pháp triển khai và giám sát việc thực hiện ngân sách địa phương;
- Quyết định việc phân cấp nguồn thu, nhiệm vụ chi cho từng cấp ngân sách ở địa phương theo quy định của Luật ngân sách; quyết định thu phí, lệ phí, các khoản đóng góp của nhân dân và mức huy động vốn theo quy định của pháp luật; quyết định phương án quản lý, phát triển, sử dụng nguồn nhân lực ở địa phương và các biện pháp thực hành tiết kiệm, chống lãng phí, tham nhũng, buôn lậu và gian lận thương mại.

### Giáo dục, y tế, xã hội, văn hóa, thông tin, thể dục thể thao
Trong lĩnh vực giáo dục, y tế, xã hội, văn hóa, thông tin, thể dục thể thao Hội đồng nhân dân thành phố Đà Nẵng có nhiệm vụ và quyền hạn sau:
- Quyết định chủ trương và biện pháp phát triển sự nghiệp giáo dục và đào tạo, văn hóa thông tin, thể dục thể thao, phát triển và sử dụng nguồn nhân lực, giải quyết việc làm, cải thiện điều kiện làm việc, sinh hoạt của người lao động, thực hiện phân bổ dân cư, tổ chức đời sống và quản lý dân cư;
- Quyết định quy hoạch, kế hoạch mạng lưới giáo dục mầm non, giáo dục phổ thông, dạy nghề, mạng lưới khám chữa bệnh;
- Quyết định các biện pháp bảo đảm cơ sở vật chất và điều kiện cho các hoạt động giáo dục và đào tạo, văn hóa thông tin, thể dục thể thao; các biện pháp bảo vệ và phát huy giá trị di sản văn hóa ở địa phương; biện pháp giáo dục, bảo vệ, chăm sóc thanh thiếu niên và nhi đồng, xây dựng nếp sống văn minh, gia đình văn hóa, giáo dục truyền thống đạo đức, giữ gìn thuần phong mỹ tục của dân tộc; các biện pháp chăm sóc và bảo vệ sức khỏe nhân dân, thực hiện chính sách dân số và kế hoạch hóa gia đình; các biện pháp thực hiện chế độ chính sách đối với các đối tượng thuộc diện chính sách xã hội.

### Khoa học, công nghệ, tài nguyên và môi trường
Trong lĩnh vực khoa học, công nghệ, tài nguyên và môi trường Hội đồng nhân dân thành phố Đà Nẵng có nhiệm vụ và quyền hạn sau:
- Quyết định các chủ trương và biện pháp phát triển khoa học, công nghệ và ứng dụng khoa học công nghệ vào sản xuất và đời sống; các biện pháp quản lý và sử dụng đất đai, nguồn nước và tài nguyên trong lòng đất; các biện pháp bảo vệ môi trường, phòng chống và khắc phục hậu quả thiên tai; các biện pháp thực hiện những quy định của pháp luật về tiêu chuẩn đo lường và chất lượng sản phẩm tại đại phương.

### Quốc phòng an ninh, dân tộc tôn giáo, pháp luật
Trong lĩnh vực quốc phòng, an ninh, trật tự, an toàn xã hội, trong thực hiện chính sách dân tộc, chính sách tôn giáo và thi hành pháp luật Hội đồng nhân dân thành phố Đà Nẵng có nhiệm vụ và quyền hạn sau:
- Quyết định các biện pháp thực hiện kết hợp quốc phòng, an ninh với kinh tế và xây dựng lực lượng dự bị động viên ở địa phương; các biện pháp đảm bảo an ninh, trật tự, đảm bảo an toàn xã hội, phòng và chống tội phạm; các biện pháp thực hiện chính sách dân tộc và chính sách tôn giáo; các biện pháp bảo đảm thi hành pháp luật, bảo vệ và bảo hộ những quyền và lợi ích hợp pháp của công dân ở địa phương.

### Chính quyền hành chính
Trong lĩnh vực xây dựng chính quyền và quản lý địa giới hành chính Hội đồng nhân dân thành phố Đà Nẵng có nhiệm vụ và quyền hạn sau:
- Bầu, miễn nhiệm, bãi nhiệm Chủ tịch, Phó Chủ tịch, Ủy viên Thường trực Hội đồng nhân dân, Chủ tịch, Phó Chủ tịch và các thành viên khác của Ủy ban nhân dân, Trưởng, Phó và Ủy viên các ban của Hội đồng nhân dân, Hội thẩm nhân dân của Tòa án nhân dân cùng cấp;
- Bãi nhiệm đại biểu Hội đồng nhân dân và chấp nhận việc đại biểu Hội đồng nhân dân xin thôi làm nhiệm vụ đại biểu;
- Bỏ phiếu tín nhiệm đối với người giữ chức vụ do Hội đồng nhân dân bầu;
- Phê chuẩn cơ cấu cơ quan chuyên môn thuộc Ủy ban nhân dân cấp thành phố, quận, huyện, thị xã; quyết định thành lập, sáp nhập, giải thể một số cơ quan chuyên môn thuộc Ủy ban nhân dân cùng cấp; quyết định tổng biên chế sự nghiệp ở địa phương; thông qua tổng biên chế hành chính của địa phương trước khi trình cấp có thẩm quyền quyết định;
- Quyết định chính sách thu hút và một số chế độ khuyến khích đối với cán bộ, công chức trên địa bàn phù hợp với yêu cầu và khả năng của ngân sách địa phương; quyết định số lượng và mức phụ cấp đối với cán bộ không chuyên trách ở xã, phường, thị trấn trên cơ sở hướng dẫn của Chính phủ;
- Thông qua Đề án thành lập mới, nhapạ, chia và điều chỉnh địa giới hành chính để đề nghị cấp trên xem xét, quyết định; quyết định việc đặt tên, đổi tên đường, phố, quảng trường, công trình công cộng ở địa phương theo quy định của pháp luật;
- Bãi bỏ một phần hoặc toàn bộ quyết định, chỉ thị trái pháp luật của Ủy ban nhân dân cùng cấp quận, huyện, thị xã;
- Giải tán Hội đồng nhân dân cấp quận, huyện, thị xã và phê chuẩn Nghị quyết của Hội đồng nhân dân cấp quận, huyện, thị xã về việc giải tán Hội đồng nhân dân cấp xã trong một số trường hợp theo quy định của pháp luật.

### Quyền hạn và nhiệm vụ của đại biểu Hội đồng nhân dân
Theo quy định của Luật Tổ chức Hội đồng nhân dân và Uỷ ban nhân dân, đại biểu Hội đồng nhân dân có các nhiệm vụ, quyền hạn sau đây:
- 1. Phải gương mẫu chấp hành chính sách, pháp luật của Nhà nước; có trách nhiệm tham gia vào việc quản lý nhà nước ở địa phương và tuyên truyền vận động nhân dân thực hiện chính sách, pháp luật của Nhà nước;
- 2. Tham dự đầy đủ các kỳ họp, phiên họp của Hội đồng nhân dân, tham gia thảo luận và biểu quyết các vấn đề thuộc nhiệm vụ, quyền hạn của Hội đồng nhân dân;
- 3. Liên hệ chặt chẽ với cử tri ở đơn vị bầu ra mình và chịu sự giám sát của cử tri; có trách nhiệm thu thập và phản ánh trung thực ý kiến, nguyện vọng, kiến nghị của cử tri; bảo vệ quyền và lợi ích hợp pháp của cử tri; thực hiện chế độ tiếp xúc và ít nhất mỗi năm một lần báo cáo với cử tri về hoạt động của mình và của Hội đồng nhân dân, trả lời những yêu cầu và kiến nghị của cử tri;
- 4. Có trách nhiệm báo cáo với cử tri kết quả của kỳ họp Hội đồng nhân dân, phổ biến và giải thích các Nghị quyết của Hội đồng nhân dân, vận động và cùng nhân dân thực hiện các Nghị quyết đó;
- 5. Có trách nhiệm trả lời các yêu cầu, kiến nghị của cử tri; nghiên cứu các khiếu nại, tố cáo của cử tri để kịp thời chuyển đến người có thẩm quyền giải quyết, theo dõi, đôn đốc việc giải quyết và thông báo cho người khiếu nại, tố cáo biết;
- 6. Có quyền chất vấn Chủ tịch Hội đồng nhân dân, Chủ tịch và các thành viên khác của Uỷ ban nhân dân, Chánh án Toà án nhân dân, Viện trưởng Viện Kiểm sát nhân dân và Thủ trưởng cơ quan chuyên môn thuộc Uỷ ban nhân dân cùng cấp;
- 7. Có quyền yêu cầu cơ quan nhà nước, tổ chức kinh tế, tổ chức xã hội, đơn vị vũ trang nhân dân kịp thời chấm dứt việc làm trái pháp luật, chính sách của Nhà nước trong cơ quan, tổ chức, đơn vị hoặc của nhân viên cơ quan, tổ chức, đơn vị đó;
- 8. Có quyền kiến nghị với cơ quan nhà nước về việc thi hành pháp luật, chính sách chung của Nhà nước và những vấn đề thuộc lợi ích chung;
- 9. Có quyền đề nghị Hội đồng nhân dân bỏ phiếu tín nhiệm đối với người giữ chức vụ do Hội đồng nhân dân bầu.

## Bộ máy tổ chức

### Thường trực Hội đồng nhân dânthành phố Đà Nẵng
Thường trực Hội đồng nhân dân thành phố Đà Nẵng là cơ quan hoạt động thường xuyên giữa hai kỳ họp, đảm bảo cho Hội đồng nhân dân thực hiện được các chức năng, nhiệm vụ của Hội đồng nhân dân;
Nhiệm vụ và quyền hạn của Thường trực Hội đồng nhân dân:
- Chuẩn bị, triệu tập và chủ tọa các kỳ họp Hội đồng nhân dân;
- Giám sát việc thực hiện Nghị quyết Hội đồng nhân dân và thi hành pháp luật tại địa phương;
- Điều hòa hoạt động của các Ban;
- Giữ mối liên hệ với đại biểu;
- Tổng hợp ý kiến chất vấn của đại biểu và ý kiến, nguyện vọng của nhân dân để báo cáo tại kỳ họp Hội đồng nhân dân;
- Phê chuẩn kết quả bầu Chủ tịch, Phó Chủ tịch và uỷ viên Thường trực Hội đồng nhân dân quận, huyện;
- Trình Hội đồng nhân dân bỏ phiếu tín nhiệm với người giữ chức vụ do Hội đồng nhân dân bầu;
- Đưa ra Hội đồng nhân dân hoặc đưa ra cử tri bãi nhiệm đại biểu Hội đồng nNhân dân;
- Báo cáo cấp trên về hoạt động của Hội đồng nhân dân;
- Giữ mối liên hệ và phối hợp công tác với ủy ban Mặt trận Tổ quốc việt Nam cùng cấp.

Thường trực Hội đồng bao gồm:
- Chủ tịch Hội đồng nhân dân Thành phố
- Phó Chủ tịch Hội đồng nhân dân Thành phố
- Ủy viên Thường trực Hội đồng nhân dân Thành phố

### Ban chuyên trách
Các ban chuyên trách Hội đồng nhân dân Thành phố là cơ quan tham mưu cho Hội đồng nhân dân, có nhiệm vụ tham gia chuẩn bị các kỳ họp Hội đồng nhân dân, thẩm tra các báo cáo, đề án do Hội đồng nhân dân hoặc Thủ trưởng Hội đồng nhân dân phân công; giúp Hội đồng nhân dân giám sát hoạt động của Ủy ban nhân dân thành phố Đà Nẵng và các cơ quan chuyên môn thuộc Ủy ban nhân dân thành phố, hoạt động của Tòa án nhân dân, Viện Kiểm sát nhân dân thành phố Đà Nẵng, các cơ quan nhà nước, tổ chức kinh tế, tổ chức xã hội, đơn vị vũ trang nhân dân và công dân trong việc thực hiện nghị quyết của Hội đồng nhân dân và thi hành pháp luật.
Các ban chuyên trách của Hội đồng nhân dân thành phố hiện nay bao gồm:
- Ban Kinh tế - Ngân sách
- Ban Văn hóa - Xã hội
- Ban Pháp chế
- Ban Đô thị
- Văn phòng HĐND TP

### Thư ký kỳ họp
Luật Tổ chức Hội đồng nhân dân và Ủy ban nhân dân năm 2003 quy định: tại kỳ họp thứ nhất của mỗi khóa, Hội đồng nhân dân bầu Thư ký kỳ họp theo sự giới thiệu của Chủ tọa kỳ họp.
Thư ký kỳ họp Hội đồng nhân dân có các nhiệm vụ sau đây:
1. Lập danh sách đại biểu Hội đồng nhân dân có mặt, vắng mặt trong các phiên họp và trong kỳ họp;
2. Ghi biên bản phiên họp, kỳ họp;
3. Tổng hợp đầy đủ, trung thực, chính xác ý kiến phát biểu của đại biểu tại các cuộc họp Tổ đại biểu và phiên họp toàn thể;
4. Giúp Chủ tọa kỳ họp trong việc điều khiển thảo luận và biểu quyết;
5. Giúp Thường trực Hội đồng nhân dân phối hợp với các Ban của Hội đồng nhân dân, các cơ quan hữu quan chỉnh lý dự thảo nghị quyết và các văn bản khác để trình Hội đồng nhân dân;
6. Giúp Chủ tọa kỳ họp cung cấp thông tin, tài liệu tuyên truyền về kỳ họp".

### Đại biểu Hội đồng nhân dân
Hội đồng nhân dân gồm các đại biểu Hội đồng nhân dân do cử tri ở địa phương bầu ra, là cơ quan quyền lực nhà nước ở địa phương, đại diện cho ý chí, nguyện vọng và quyền làm chủ của Nhân dân, chịu trách nhiệm trước Nhân dân địa phương và cơ quan nhà nước cấp trên.
Đại biểu Hội đồng nhân dân là người đại diện cho ý chí, nguyện vọng của Nhân dân địa phương, chịu trách nhiệm trước cử tri địa phương và trước Hội đồng nhân dân về việc thực hiện nhiệm vụ, quyền hạn đại biểu của mình.
Đại biểu Hội đồng nhân dân bình đẳng trong thảo luận và quyết định các vấn đề thuộc nhiệm vụ, quyền hạn của Hội đồng nhân dân.

## Danh sách đại biểu HĐND TP Đà Nẵng khóa X
Ngày 31 tháng 5 năm 2021, Ủy ban Bầu cử TP Đà Nẵng đã công bố kết quả bầu cử đại biểu HĐND TP khóa X nhiệm kỳ 2021-2025. Trong danh sách có 11 nữ (chiếm tỉ lệ 21,15%), trẻ tuổi: 9 người (17,3%), ngoài Đảng: 1 người (1,9%), tái cử: 17 người (32,7%), trình độ sau đại học: 42 người (80,8%), cao cấp lý luận chính trị: 49 người (94,2%).
Danh sách cụ thể (xếp theo thứ tự ABC với chức vụ lúc được bầu):
1. Đoàn Ngọc Hùng Anh, Trưởng Ban Dân vận Thành ủy
2. Lê Kim Anh, Phó trưởng Phòng Nội vụ quận Liên Chiểu
3. Võ Công Chánh, Trưởng Ban Nội chính Thành ủy
4. Lê Trung Chinh, Phó Bí thư Thành ủy, Chủ tịch UBND TP Đà Nẵng
5. Đoàn Ngọc Chung, Giám đốc chi nhánh Ngân hàng Chính sách xã hội TP Đà Nẵng
6. Huỳnh Bá Cử, Phó trưởng ban Pháp chế HĐND TP
7. Lê Hồng Cương, Chủ tịch kiêm Giám đốc Công ty TNHH MTV Điện lực Đà Nẵng
8. Nguyễn Lê Mậu Cường, Phó trưởng ban Tổ chức Thành ủy
9. Nguyễn Mạnh Dũng, Bí thư Thành đoàn Đà Nẵng
10. Lê Văn Dũng, Trưởng Phòng Quản lý chất lượng Công trình giao thông, Sở GTVT TP Đà Nẵng
11. Đại tá Phan Văn Dũng, Phó Giám đốc Công an TP
12. Trương Minh Hải, Phó trưởng Ban Văn hóa – Xã hội HĐND TP
13. Lê Thị Mỹ Hạnh, Chủ nhiệm Ủy ban Kiểm tra Thành ủy
14. Đoàn Xuân Hiếu, Phó trưởng ban Thường trực Ban Tuyên giáo Thành ủy
15. Huỳnh Huy Hòa, Viện trưởng Viện Nghiên cứu Phát triển Kinh tế - Xã hội TP
16. Lê Thị Như Hồng, Chủ tịch Hội Chữ thập đỏ TP Đà Nẵng
17. Vũ Quang Hùng, Bí thư Quận ủy Hải Châu
18. Nguyễn Văn Hùng, Chánh Văn phòng Thành ủy
19. Nguyễn Minh Huy, Phó Chủ tịch Thường trực UBND quận Hải Châu
20. Hoàng Thị Thu Hương, Chủ tịch Hội Liên hiệp Phụ nữ TP Đà Nẵng
21. Lê Tùng Lâm, Bí thư Quận ủy Thanh Khê
22. Phan Thị Thúy Linh, Bí thư Quận ủy Cẩm Lệ
23. Phan Thanh Long, Trưởng ban Pháp chế HĐND TP
24. Trần Thắng Lợi, Bí thư Quận ủy Sơn Trà
25. Trần Tuấn Lợi, Chủ nhiệm đoàn Luật sư TP Đà Nẵng
26. Trần Vũ Duy Mẫn, Phó Chủ tịch Thường trực Liên đoàn Lao động TP Đà Nẵng
27. Lê Thị Hồng Minh, Chủ tịch Liên đoàn Lao động quận Sơn Trà
28. Lê Văn Nghĩa, Phó Chủ tịch UBND quận Liên Chiểu
29. Lê Phú Nguyện, Phó Giám đốc Sở Nội vụ TP
30. Phan Thị Tuyết Nhung, Phó trưởng Ban Kinh tế - Ngân sách HĐND TP
31. Nguyễn Thanh Phúc, Tổng Giám đốc Công ty TNHH Nhà máy bia Heineken Việt Nam - Đà Nẵng
32. Nguyễn Thị Phượng - Phó Giám đốc Sở thông tin và Truyền thông TP
33. Phạm Nam Sơn, Bí thư Huyện ủy Hòa Vang
34. Trần Phước Sơn, Bí thư Quận ủy Liên Chiểu
35. Đoàn Duy Tân, Chính ủy Bộ chỉ huy Quân sự TP
36. Huỳnh Bá Thành, Trưởng ban Tuyên giáo - Phong trào, Hội Cựu chiến binh TP
37. Trần Nguyễn Minh Thành, Phó Giám đốc Sở GD-ĐT TP
38. Nguyễn Thị Anh Thảo, Phó Bí thư Thành Đoàn Đà Nẵng
39. Ngô Xuân Thắng, Chủ tịch Ủy ban MTTQ Việt Nam TP Đà Nẵng
40. Nguyễn Thị Anh Thi, Bí thư Quận ủy Ngũ Hành Sơn
41. Nguyễn Thành Tiến, Trưởng ban Đô thị HĐND TP
42. Võ Tín, Phó Chỉ huy trưởng Bộ chỉ huy Bộ đội Biên phòng TP
43. Nguyễn Mạnh Toàn - Hiệu trưởng Trường Đại học Kinh tế - Đại học Đà Nẵng
44. Cao Thị Huyền Trân, Trưởng Ban Văn hóa - Xã hội HĐND TP
45. Lương Nguyễn Minh Triết, Ủy viên dự khuyết Trung ương Đảng, Phó Bí thư Thường trực Thành ủy, Chủ tịch HĐND TP
46. Lê Minh Trung, Phó Chủ tịch HĐND TP
47. Lương Công Tuấn, Chánh Thanh tra TP Đà Nẵng
48. Nguyễn Đình Tuấn, Phó Giám đốc Sở Kế hoạch và Đầu tư TP
49. Trần Lê Tuấn, Tổng Giám đốc Công ty Cổ phần Cảng Đà Nẵng
50. Nguyễn Đình Khánh Vân, Chủ tịch Hội Nông dân TP
51. Thượng tọa Thích Huệ Vinh - Trưởng Ban trị sự Giáo hội Phật giáo Việt Nam quận Ngũ Hành Sơn
52. Đinh Vui, Giám đốc Trung tâm Phát triển quỹ đất TP Đà Nẵng

## Danh sách đại biểu HĐND TP Đà Nẵng qua các khóa

### Danh sách đại biểu HĐND TP Đà Nẵng khóa IX, nhiệm kì2016-2021
1. LÊ THỊ BÍCH THUẬN, Phó Giám đốc Sở Giáo dục và Đào tạo TP Đà Nẵng
2. LƯƠNG NGUYỄN MINH TRIẾT, Thành ủy viên, Bí thư Đảng Đoàn, Chủ tịch LĐLĐ TP Đà Nẵng
3. NGÔ THỊ KIM YẾN, Thành ủy viên, Bí thư Đảng ủy, Giám đốc Sở Y tế TP Đà Nẵng
4. NGUYỄN BÁ CẢNH, Thành ủy viên, Phó Bí thư Đảng ủy cơ quan Thành Đoàn, Ủy viên Ban thường vụ Trung ương Đoàn, Bí thư Thành Đoàn Đà Nẵng
5. LÊ THỊ THANH MINH, Quận ủy viên, Phó Trưởng Ban Tổ chức kiêm Ủy viên Ủy ban Kiểm tra Quận ủy Hải Châu
6. VÕ VĂN THƯƠNG, Ủy viên Ban thường vụ Thành uỷ, Bí thư Quận uỷ Hải Châu
7. NGUYỄN XUÂN ANH, Ủy viên Ban Chấp hành Trung ương Đảng, Bí thư Thành ủy Đà Nẵng
8. NGUYỄN NHO KHIÊM, Phó Trưởng Ban Văn hóa - Xã hội HĐND TP; Ủy viên Đảng đoàn, Phó Chủ tịch Liên hiệp các Hội Văn học - Nghệ thuật; Chủ tịch Hội Nhà văn thành phố; Tổng Biên tập tạp chí Non Nước
9. PHÙNG PHÚ PHONG, Phó Viện trưởng Viện Quy hoạch Xây dựng, Sở Xây dựng TP Đà Nẵng
10. NGUYỄN THÀNH TIẾN, Phó Trưởng Phòng Quản lý Quy hoạch và Phát triển đô thị, Sở Xây dựng TP Đà Nẵng
11. Thiếu tướng LÊ THANH HẢI, Thành ủy viên, Phó Bí thư Đảng ủy Công an thành phố, Phó Giám đốc Công an TP Đà Nẵng
12. HUỲNH ĐỨC THƠ, Phó Bí thư Thành ủy, Chủ tịch UBND TP Đà Nẵng
13. PHAN THỊ THÚY LINH, Bí thư Đảng ủy Văn phòng Đoàn Đại biểu Quốc hội và HĐND TP; Ủy viên Thường trực, Trưởng Ban Kinh tế - Ngân sách, HĐND TP Đà Nẵng
14. TRẦN THẮNG LỢI, Phó Bí thư Đảng ủy; Phó Chánh Văn phòng Thành ủy
15. LÊ VINH QUANG, Chủ tịch Hội đồng quản trị kiêm Tổng Giám đốc Công ty CP Vận tải và Dịch vụ Phú Hoàng; Ủy viên Ủy ban Trung ương MTTQ Việt Nam, Ủy viên Ủy ban MTTQ Việt Nam TP Đà Nẵng
16. TRẦN TUẤN LỢI, Ủy viên Ủy Ban Kiểm tra Đảng ủy, Ủy viên Ban Chủ nhiệm, Chánh văn phòng Đoàn luật sư TP Đà Nẵng
17. LÊ VĂN QUANG, Phó Trưởng Ban Kinh tế và Ngân sách, HĐND TP Đà Nẵng
18. LÊ MINH TRUNG, Thành ủy viên, Bí thư Quận ủy Thanh Khê
19. VÕ CÔNG CHÁNH, Thành ủy viên, Bí thư Quận ủy Liên Chiểu; Ủy viên Ủy ban MTTQ Việt Nam TP Đà Nẵng
20. TRƯƠNG MINH HẢI, Chánh Văn phòng Ban Tuyên giáo Thành ủy Đà Nẵng
21. LÊ THỊ MỸ HẠNH, Thành ủy viên; Phó Chủ nhiệm thường trực Ủy ban Kiểm tra Thành ủy
22. PHAN THANH LONG, Đảng ủy viên Đảng ủy Sở Tư pháp; Phó Giám đốc Sở Tư pháp; Ủy viên Ban Chấp hành Hội Nông dân thành phố; Uỷ viên Ban Thường vụ Hội Luật gia TP Đà Nẵng
23. TRẦN CHÍ CƯỜNG, Phó Bí thư Đảng ủy, Phó Giám đốc Sở Du lịch TP Đà Nẵng
24. TÔ VĂN HÙNG, Đảng ủy viên Đảng ủy Đại học Bách Khoa; Trưởng Khoa Kiến Trúc, Trường Đại học Bách khoa, Đại học Đà Nẵng; Ủy viên Ban Chấp hành Hội Kiến trúc sư Việt Nam; Phó Chủ tịch thường trực Hội Kiến trúc sư TP Đà Nẵng
25. NGUYỄN THỊ THÚY MAI, Đảng ủy viên, Phó Giám đốc Sở Công Thương TP Đà Nẵng; Ủy viên Ban Chấp hành LĐLĐ TP Đà Nẵng
26. PHẠM TẤN XỬ, Trưởng Ban Văn hóa - Xã hội, HĐND TP Đà Nẵng
27. HUỲNH BÁ CỬ, Ủy viên Ban Thường vụ, Chủ nhiệm Ủy ban kiểm tra Đảng ủy Văn phòng Đoàn Đại biểu Quốc hội và HĐND TP Đà Nẵng; Phó Trưởng Ban Pháp chế, HĐND TP Đà Nẵng
28. LÊ XUÂN HÒA, Đảng ủy viên, Phó Chánh Văn phòng Đoàn Đại biểu Quốc hội và HĐND TP Đà Nẵng
29. LÊ THỊ MINH THẢO, Phó Tổng Giám đốc Công ty Cổ phần Thủy sản và Thương mại Thuận Phước
30. VÕ CÔNG TRÍ, Phó Bí thư Thường trực Thành ủy Đà Nẵng
31. VÕ NGỌC ĐỒNG, Thành ủy viên, Bí thư Đảng ủy, Giám đốc Sở Nội vụ TP Đà Nẵng; Chủ tịch UBND huyện Hoàng Sa
32. NGUYỄN THỊ THU HÀ, Thành ủy viên, Đảng ủy viên Đảng bộ khối các cơ quan thành phố; Phó Chủ tịch Thường trực Hội Liên hiệp Phụ nữ TP Đà Nẵng
33. CAO XUÂN THẮNG, Thành ủy viên, Bí thư Quận ủy Sơn Trà
34. LÊ TRUNG CHINH, Thành ủy viên, Bí thư Quận ủy Ngũ Hành Sơn
35. PHAN THỊ TUYẾT NHUNG, Đảng ủy viên Đảng ủy; Phó Trưởng Phòng Công tác HĐND, Văn phòng Đoàn Đại biểu Quốc hội và HĐND TP Đà Nẵng
36. VÕ VĂN QUÝ (ĐẠI ĐỨC THÍCH THÔNG ĐẠO), Ủy viên Hội đồng trị sự Giáo hội Phật giáo Việt Nam; Phó Trưởng Ban kiêm Chánh Thư ký Ban Trị sự Giáo hội Phật giáo TP Đà Nẵng
37. NGUYỄN NHO TRUNG, Ủy viên Ban Thường vụ Thành ủy; Phó Chủ tịch HĐND TP Đà Nẵng
38. ĐẶNG THỊ KIM LIÊN, Ủy viên Ban Thường vụ Thành ủy Đà Nẵng, Bí thư Đảng đoàn, Phó Chủ tịch Ủy ban MTTQ Việt Nam TP Đà Nẵng
39. LÊ QUANG NAM, Thành ủy viên, Bí thư Quận ủy Cẩm Lệ Quận uỷ Cẩm Lệ
40. ĐOÀN XUÂN HIẾU, Phó Chánh Văn phòng Đoàn Đại biểu Quốc hội và HĐND TP Đà Nẵng
41. LÊ THỊ NHƯ HỒNG, Phó Chủ tịch Liên hiệp các tổ chức hữu nghị TP Đà Nẵng
42. NGUYỄN ĐỨC TRỊ, Bí thư Đảng ủy, Tổng Giám đốc Tổng Công ty Cổ phần Dệt may Hòa Thọ
43. NGUYỄN KIM DŨNG, Ủy viên Đảng đoàn, Phó Chủ tịch Hội Nông dân TP Đà Nẵng
44. TRẦN ĐÌNH HỒNG, Ủy viên Ban Thường vụ Thành ủy, Trưởng Ban Tổ chức Thành ủy
45. HUỲNH BÁ THÀNH, Đảng ủy viên Đảng ủy Quân sự thành phố, Bí thư Đảng ủy Phòng Chính trị, Chủ nhiệm chính trị
46. CAO THỊ HUYỀN TRÂN, Đảng ủy viên Đảng ủy Văn phòng Đoàn Đại biểu Quốc hội và HĐND TP Đà Nẵng; Phó Trưởng Ban Văn hóa - Xã hội, HĐND TP Đà Nẵng
47. HUỲNH MINH CHỨC, Bí thư Đảng đoàn, Chủ tịch Hội Cựu chiến binh TP Đà Nẵng
48. TRẦN CÔNG THÀNH, Thượng tá, Đảng ủy viên Đảng ủy Bộ đội biên phòng thành phố; Phó tham mưu trưởng Bộ Chỉ huy Bộ đội Biên phòng TP Đà Nẵng
49. TRẦN VĂN TRƯỜNG, Thành ủy viên, Bí thư Huyện ủy Hòa Vang